# Wolfegger Ach
Die Wolfegger Ach ist ein 50 Kilometer langer linker und östlicher Zufluss der Schussen im oberschwäbischen Landkreis Ravensburg in Baden-Württemberg (Deutschland). Sie ist deren wasserreichster Zufluss und trägt abschnittsweise die Namen Immenrieder Ach, dann Kißlegger Ach, zuletzt und am längsten Wolfegger Ach.

## Geographie

### Verlauf
Der Oberlauf Immenrieder Ach entfließt dem Langwuhrweiher südlich des Dorfes Eintürnen der Stadt Bad Wurzach am Westrand des Westallgäus. Von dort läuft sie in etwa südöstlicher Richtung durch Immenried und dann südlich bis zum Obersee vor dem Gemeindesitz Kißlegg. Dort wechselt ihr Name auf dem kurzen Abschnitt durch den Ort zu Kißlegger Ach.
Danach wird sie auf ihrem deutlichen längsten Abschnitt Wolfegger Ach genannt und fließt in einem Rechtsbogen mit langem Auslauf nach Norden zuletzt durch Wolfegg. Bei dessen folgendem Ortsteil Alttann knickt sie ab auf Westlauf durch ein größeres Waldgebiet, das sie in einem Tobel durchquert. Kurz vor Baienfurt, das sie ebenfalls durchzieht, öffnet sich das nun flachere Gelände wieder. Auf den letzten wenigen hundert Metern durchfließt sie einen Gebietszipfel der größtenteils gegenüber liegenden Gemeinde Berg und mündet dort unterhalb der Straßenbrücke zu deren Wohnplatz Kasernen von links in den Mittellauf der Schussen, die südwärts zum Bodensee läuft.

### Zuflüsse

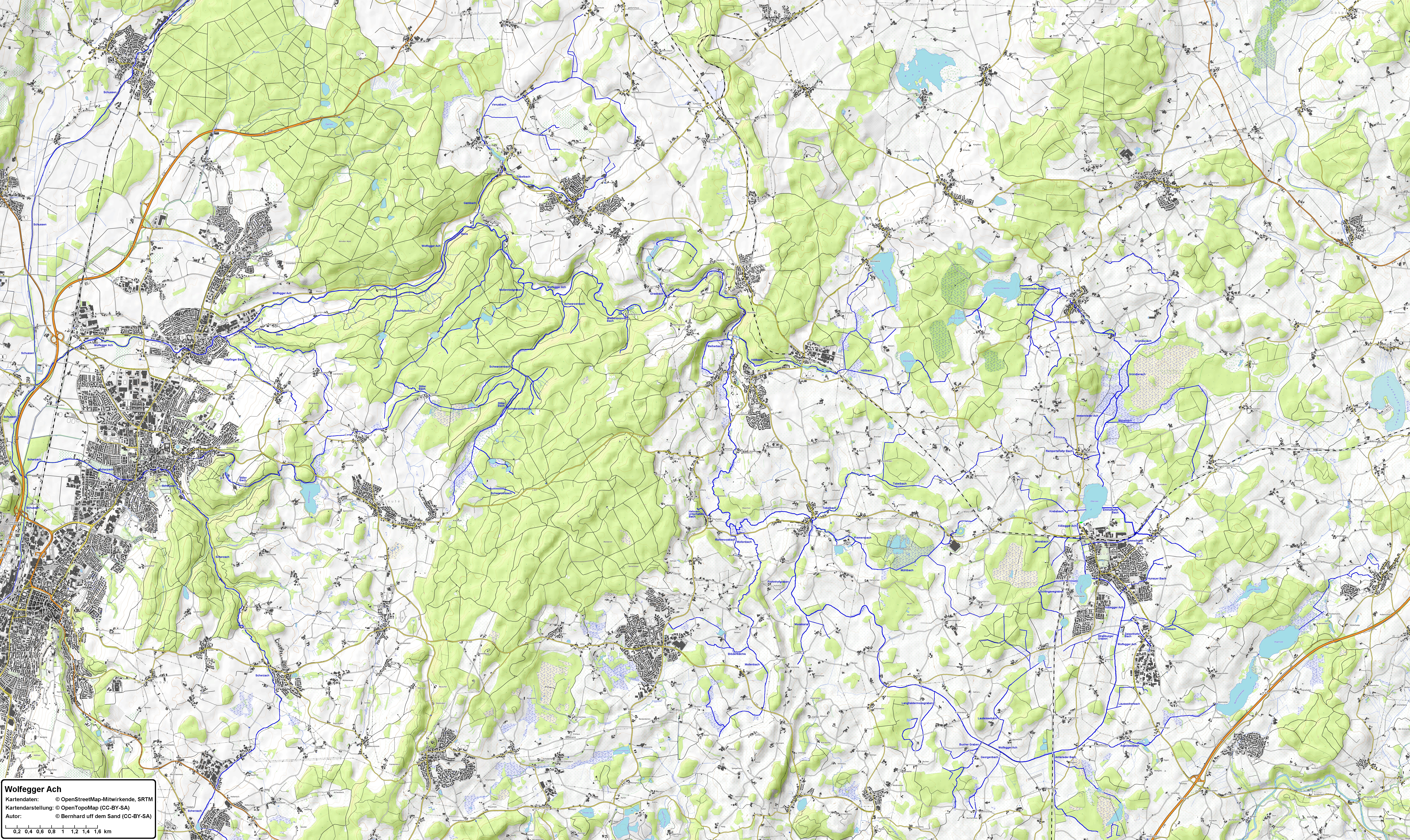
Die Wolfegger Ach und ihre Bäche

Vom Ursprung bis zur Mündung. Auswahl, in der Regel ohne Mühlkanäle und Altarme.
- Durchfließt auf 691 m ü. NHN den Holzmühleweiher
- (Abfluss des Brunner Weihers), von rechts im Holzmühleweiher, 1,3 km
- (Abfluss des Oberreuter Mooses), von rechts im Holzmühleweiher, 1,4 km
- Boschenbach, von rechts vor der Holzmühle vor Immenried, 1,8 km
- Oberreuter Bach, von rechts an der Holzmühle vor Immenried, 1,9 km
- Mühlgraben Eberharz, nach Rechts Seitenkanal bei Eberharz 0,276 km
- Gründlenach, von links auf 646 m ü. NHN am Nordwestrand des Gründlenrieds, 4,0 km und 4,3 km²
- → Abgang Altarm Gründlenach, nach links
- → Abgang Altarm Immenrieder Bach, nach rechts
- ← Rücklauf Altarm Gründlenach, von links
- Moosbach, von rechts auf 642,9 m ü. NHN an der Südwestspitze des Gründlenrieds, 5,4 km und 4,9 km²
- ← Rücklauf Altarm Altarm Immenrieder, von Rechts
- Rempertshofer Bach, von rechts bei Rempertshofen, 2,4 km und 1,3 km²
- NN-BL1, von Links, 939 m
- Durchfließt auf 642,7 m ü. NHN den Obersee kurz vor Kißlegg
Danach heißt der Bach lokal auch Kißlegger Ach
- (Rechter Abzweig des Emmelhofer Bachs), von links im Obersee, 1,1 km und 0,7 km²
- Krebsbach, von rechts im Obersee, 2,6 km und 1,2 km²
- Moosbach, von rechts in Kißlegg vor der Bahnlinie, 0,9 km
- Emmelhofer Bach, von links in Kißlegg nach der Bahnlinie, 2,4 km
- Durchfließt auf 642,3 m ü. NHN den Zeller See in Kißlegg
- Schlingseegraben, von rechts im Zeller See, 1,5 km
- Hunauer Bach, von links am Ortsende von Kißlegg, 1,2 km
- Zaisenhofer Bach, von links bei Zaisenhofen, 0,9 km und 1,8 km²
Danach heißt der Bach Wolfegger Ach
- Straßburger Graben, von rechts, 1,1 km
- NN-PN6, von Rechts, 831 m
- Lausweiherbach, von links, 1,4 km
- Argenseebach, von links auf 638,3 m ü. NHN bei Waffenried, 6,3 km und 11,3 km²
- NN-UY5, von links. 992 m
- Georgenbach, von links, 1,3 km
- Wolfgießelbach, von rechts, 3,267 km
- Bucher Graben, von links auf 635,6 m ü. NHN, 1,4 km
- NN-LQ1, von links, 1,093 km
- Langhaldermoosgraben, von links, 0,9 km
- NN-CP8, von rechts, 2,068 km
- NN-LQ2, von rechts, 1,419 km
- Kehlismoosergraben, von links, 1,047 km
- Mooskanal, von links, 1,0 km
- Frohnhofgraben, von links auf 625,9 m ü. NHN, 0,7 km
- Premersbach, von rechts auf 625,9 m ü. NHN in Rötenbach, 6,2 km
- Tobelbach, von rechts auf 625,9 m ü. NHN in Rötenbach, 5,9 km und 6,9 km²
- Katzentalbach, von rechts, 0,727 km
- Mollenbach, von links auf 622,7 m ü. NHN, 5,9 km und 6,1 km²
- Rohrmoosbach, von links, 0,8 km
- Hehnen-Unterhalten-Bach, von links bei Unterhalten, 1,8 km
- Weiherbach, von links in Wolfegg, 0,5 km
- Tafelbrunnenbach, von rechts in Wolfegg, 0,8 km
- Höllbach, von rechts auf 610,2 m ü. NHN nach Wolfegg, 8,0 km und 11,8 km²
- NN-NJ9, 0,685 km
- Neumühlebach, Seitenkanal links, 361 m
- NN-TM1, Seitenkanal links, 80 m
- Mühlkanal Alttann EW I, Seitenkanal rechts, 424 m
- Mühlkanal Alttann EW II, Seitenkanal rechts, 1,186 km
- Girasbach, von rechts auf 574,7 m ü. NHN gegenüber Bainders, 2,8 km
- NN-JU2, von links, 981 m
- Kleiner Wiesenbach, von rechts, 1,021 km
- Schwarzenbach, von links auf 537,5 m ü. NHN, 5,7 km und 10,1 km²
- Wolfegger Ach Seitenarm, Seitenarm links, 264 m
- → Abgang NN-NJ3
- Mollenriedgraben, von links auf 522,5 m ü. NHN vor Bolanden, 4,3 km
- ← Rücklauf NN-NJ3
- Venusbach, von rechts nach Bolanden, 6,8 km und 14,2 km²
- → (Abgang des Werkskanals Stora), nach links gleich nach dem vorigen
- Hochtobelbach, von links auf 485,1 m ü. NHN, 1,8 km; kreuzt den Werkskanal
- NN-AG3, von rechts, 930 m
- NN-VJ1, von links, 1,251 km
- ← (Rücklauf des Werkskanals Stora), von links bei Kickach, 5,2 km
- Eckbach, von links im Gewerbegebiet östlich von Baienfurt, 3,7 km
- Köpfinger Bach, von links am Beginn des Siedlungsbereichs von Baienfurt, 2,5 km
- NN-VQ8, Seitenkanal rechts, 172 m
- Werkskanal, Seitenkanal rechts, 726 m

## Pegel
Das Regierungspräsidium Tübingen betreibt an der Wolfegger Ach eine Pegelstation. Bereitgestellt werden die Messdaten von der Hochwasser-Vorhersage-Zentrale Baden-Württemberg und der Landesanstalt für Umwelt, Messungen und Naturschutz Baden-Württemberg (LUBW).

### Rainpadent
In Rainpadent, Wohnplatz in Baienfurt, befindet sich bei Flusskilometer 2,5 der Pegel Rainpadent/Wolfegger Ach. Die Pegelnullpunkthöhe liegt bei 449,84 m ü. NN.
Statistische Werte
- Niedrigster Wasserstand (Abfluss) der Jahre 1981–2003 am 28. Juni 2014: 0,33 m / 0,79 m³ pro Sekunde
- Mittelwert niedrigster Wasserstände (Abflüsse) der Jahre 1981–2003: 0,38 m / 1,1 m³ pro Sekunde
- Mittelwert Wasserstand (Abfluss) der Jahre 1981–2003: 0,54 m / 3,20 m³ pro Sekunde
- Historischer Höchststand, Hochwasser am 1. Juni 2024: 1,73 m

## Schutzgebiete
Im Bereich zwischen Vogt und Wolfegg ist ein Teil des Flusstals als Naturschutzgebiet Wolfegger Ach ausgewiesen. Wesentlicher Schutzzweck ist die Erhaltung – und in Teilen die Wiederherstellung – des Wolfegger-Ach-Tals als eines der wenigen bis heute erhaltenen Beispiele einer naturnahen, von extensiver Wiesennutzung geprägten voralpinen Flussniederung.
Das Durchbruchstal der Wolfegger Ach zwischen Wolfegg und Bergatreute ist als Landschaftsschutzgebiet ausgewiesen. Der Lauf des Flusses von Rötenbach bis zur Mündung in die Schussen gehört darüber hinaus zum FFH-Gebiet Altdorfer Wald.

## Wasserkraftwerke
Auf der Wolfegger Ach befinden sich neun Wasserkraftwerke mit einer Gesamtleistung von 2111 kW.

| Foto |                 | Baujahr | Name                                                                   | Standort                                                                             | Beschreibung | Metadaten                                                       | Belege        |
| ---- | --------------- | ------- | ---------------------------------------------------------------------- | ------------------------------------------------------------------------------------ | --- | --------------------------------------------------------------- | ------------- |
|      | Datei hochladen |         | T 97, Furtmühle · Wikidata                                             | bei Furtmühle / Gemarkung Kißlegg Standort                                           | Ausleitungskraftwerk Fallhöhe 1,86 m / Mittlerer Abfluss des Gewässers 1,255 m³/s / Installierte Leistung 13 kW  | P84(Architekt): P131(Ort):Kißlegg Region-ISO:DE-BW              | [ 5 ] [ 6 ]   |
|      | Datei hochladen |         | T 207 Kraftwerk Hoell Neukamp Wolfegg · Wikidata                       | am Seitenkanal Mühlkanal Alttann EW I, bei Höll / Gemarkung Wolfegg Standort         | Ausleitungskraftwerk Fallhöhe 6,72 m / Mittlerer Abfluss des Gewässers 2,286 m³/s / Installierte Leistung 150 kW | P84(Architekt): P131(Ort):Wolfegg Region-ISO:DE-BW              | [ 7 ] [ 8 ]   |
|      | Datei hochladen |         | T 208 Kraftwerk Tal Neukamp Wolfegger Ach · Wikidata                   | am Seitenkanal Mühlkanal Alttann EW II, in Talmühle / Gemarkung Bergatreute Standort | Ausleitungskraftwerk Fallhöhe 18,7 m / Mittlerer Abfluss des Gewässers 2,336 m³/s / Installierte Leistung 342 kW | P84(Architekt): P131(Ort):Landkreis Ravensburg Region-ISO:DE-BW | [ 9 ] [ 10 ]  |
|      | Datei hochladen |         | T 209 Neukamp Bolanden Wolfegger Ach, Mühlele · Wikidata               | am Seitenkanal NN-NJ3, südlich von Bonlanden / Gemarkung Bergatreute Standort        | Ausleitungskraftwerk Fallhöhe 1,6 m / Mittlerer Abfluss des Gewässers 2,703 m³/s / Installierte Leistung 15 kW   | P84(Architekt): P131(Ort):Landkreis Ravensburg Region-ISO:DE-BW | [ 11 ] [ 12 ] |
|      | Datei hochladen |         | T 210 Wolfegger Ach, Bolanden,ehem. Buck · Wikidata                    | am Seitenkanal NN-NJ3, südlich von Bonlanden / Gemarkung Bergatreute Standort        | Ausleitungskraftwerk Fallhöhe 4,05 m / Mittlerer Abfluss des Gewässers 2,703 m³/s / Installierte Leistung 76 kW  | P84(Architekt): P131(Ort):Landkreis Ravensburg Region-ISO:DE-BW | [ 13 ] [ 14 ] |
|      | Datei hochladen |         | T 10 Wolfegger Ach, Papierfabrik Baienfurt · Wikidata                  | östlich von Baienfurt Standort                                                       | Ausleitungskraftwerk Fallhöhe 48 m / Mittlerer Abfluss des Gewässers 2,944 m³/s / Installierte Leistung 1.300 kW | P84(Architekt): P131(Ort):Landkreis Ravensburg Region-ISO:DE-BW | [ 15 ] [ 16 ] |
|      | Datei hochladen |         | T 12 Wolfegger Ach, Baienfurt, Staelinsche Kunst+Sägemühle · Wikidata  | am Seitenkanal NN-VQ8 in Baienfurt Standort                                          | Ausleitungskraftwerk Fallhöhe 3,28 m / Mittlerer Abfluss des Gewässers 3,094 m³/s / Installierte Leistung 40 kW  | P84(Architekt): P131(Ort):Landkreis Ravensburg Region-ISO:DE-BW | [ 17 ] [ 18 ] |
|      | Datei hochladen |         | T 136 Wolfegger Ach, Baienfurt, Elektrizitätswerk Baienfurt · Wikidata | am Seitenkanal Werkskanal in Baienfurt Standort                                      | Ausleitungskraftwerk Fallhöhe 4,74 m / Mittlerer Abfluss des Gewässers 3,097 m³/s / Installierte Leistung 120 kW | P84(Architekt): P131(Ort):Landkreis Ravensburg Region-ISO:DE-BW | [ 19 ] [ 20 ] |
|      | Datei hochladen |         | T 13 Wolfegger Ach, Baienfurt-Niederbiegen · Wikidata                  | am Seitenkanal Mühlkanal Sägewerk in Niederbiegen Standort                           | Ausleitungskraftwerk Fallhöhe 3,72 m / Mittlerer Abfluss des Gewässers 3,132 m³/s / Installierte Leistung 55 kW  | P84(Architekt): P131(Ort):Landkreis Ravensburg Region-ISO:DE-BW | [ 21 ] [ 22 ] |